# 布赫赖恩地区布赫
布赫赖恩地区布赫（意为山毛榉坡地的布赫）是德国巴伐利亚州的一个市镇。总面积22.75平方公里，总人口1433人，其中男性731人，女性702人（2011年12月31日），人口密度63人/平方公里。